# Syl Apps, Jr.
Pour les articles homonymes, voir Syl Apps (homonymie) et Apps.
Sylvanus Marshall Apps, Jr. (né le 1er août 1947 à Toronto, dans la province de l'Ontario au Canada) est un joueur professionnel canadien de hockey sur glace. Il a joué dix saisons en tant que centre dans la Ligue nationale de hockey.
Il est le fils du célèbre joueur de hockey Syl Apps. Sa fille et son fils sont également des joueurs de hockey sur glace. Alors que son fils n'a jamais qu'évolué en ligue mineure et a arrêté le hockey en 2003, sa fille Gillian est membre de l'équipe du Canada de hockey sur glace féminin qui a remporté la médaille d'or aux jeux olympiques de 2006 à Turin et en 2010 à Vancouver.

## Biographie
Il est choisi par les Rangers de New York au repêchage amateur de la LNH 1964 en 4e ronde (21e choix au total) mais doit attendre la saison 1970-1971 de la LNH pour faire ses premiers matchs au sein de la ligue.
Cela dit en cours de saison, il prend le chemin des Penguins de Pittsburgh où il évolue lors des sept saisons suivantes. C'est au sein de l'équipe des Penguins, que Sylvanus montre tout son talent et devient un des joueurs essentiel de la franchise. Entre 1973 et 1976, il fait partie d'une ligne fameuse des Penguins nommée la « Century Line ». Il est alors épaulé de Jean Pronovost à droite et de Lowell MacDonald à gauche. À trois reprises, il est le meilleur buteur de l'équipe et est même choisi pour jouer le 28e Match des étoiles de la LNH en 1975 et élu meilleur joueur du match. Sa meilleure saison est la saison 1975-1976, saison au cours de laquelle il totalise 99 points (32 buts et 67 passes).
Au début de la saison 1977-1978 de la LNH, Apps prend le chemin des Kings de Los Angeles mais deux ans plus tard il raccroche les patins après avoir joué 727 matchs de hockey avec 606 points d'inscrits dont 500 avec les Penguins, huitième meilleur joueur de l'histoire du club

## Statistiques
| Saison     | Équipe                 | Ligue      |     | Saison régulière | Saison régulière | Saison régulière | Saison régulière | Saison régulière |    | Séries éliminatoires | Séries éliminatoires | Séries éliminatoires | Séries éliminatoires | Séries éliminatoires |
| Saison     | Équipe                 | Ligue      | PJ  | B                | A                | Pts              | Pun              | PJ               | B  | A                    | Pts                  | Pun                  |                      |                      |
| 1968-1969  | Bisons de Buffalo      | LAH        | 2   | 1                | 2                | 3                | 4                |                  |    |                      |                      |                      |                      |                      |
| 1968-1969  | Aces de Kingston       | OHA Sr.    | 27  | 14               | 22               | 36               | 17               |                  |    |                      |                      |                      |                      |                      |
| 1969-1970  | Knights d'Omaha        | LCH        | 68  | 16               | 38               | 54               | 43               | 12               | 10 | 9                    | 19                   | 4                    |                      |                      |
| 1969-1970  | Bisons de Buffalo      | LAH        |     |                  |                  |                  |                  | 7                | 2  | 3                    | 5                    | 6                    |                      |                      |
| 1970-1971  | Knights d'Omaha        | LCH        | 11  | 0                | 5                | 5                | 4                |                  |    |                      |                      |                      |                      |                      |
| 1970-1971  | Rangers de New York    | LNH        | 31  | 1                | 2                | 3                | 11               |                  |    |                      |                      |                      |                      |                      |
| 1970-1971  | Penguins de Pittsburgh | LNH        | 31  | 9                | 16               | 25               | 21               |                  |    |                      |                      |                      |                      |                      |
| 1971-1972  | Penguins de Pittsburgh | LNH        | 72  | 15               | 44               | 59               | 78               | 4                | 1  | 0                    | 1                    | 2                    |                      |                      |
| 1972-1973  | Penguins de Pittsburgh | LNH        | 77  | 29               | 56               | 85               | 18               |                  |    |                      |                      |                      |                      |                      |
| 1973-1974  | Penguins de Pittsburgh | LNH        | 75  | 24               | 61               | 85               | 37               |                  |    |                      |                      |                      |                      |                      |
| 1974-1975  | Penguins de Pittsburgh | LNH        | 79  | 24               | 55               | 79               | 43               | 9                | 2  | 3                    | 5                    | 9                    |                      |                      |
| 1975-1976  | Penguins de Pittsburgh | LNH        | 80  | 32               | 67               | 99               | 24               | 3                | 0  | 1                    | 1                    | 0                    |                      |                      |
| 1976-1977  | Penguins de Pittsburgh | LNH        | 72  | 18               | 43               | 61               | 20               | 3                | 1  | 0                    | 1                    | 12                   |                      |                      |
| 1977-1978  | Penguins de Pittsburgh | LNH        | 9   | 0                | 7                | 7                | 0                |                  |    |                      |                      |                      |                      |                      |
| 1977-1978  | Kings de Los Angeles   | LNH        | 70  | 19               | 26               | 45               | 18               | 2                | 0  | 1                    | 1                    | 0                    |                      |                      |
| 1978-1979  | Kings de Los Angeles   | LNH        | 80  | 7                | 30               | 37               | 29               | 2                | 1  | 0                    | 1                    | 0                    |                      |                      |
| 1979-1980  | Kings de Los Angeles   | LNH        | 51  | 5                | 16               | 21               | 12               |                  |    |                      |                      |                      |                      |                      |
| Totaux LNH | Totaux LNH             | Totaux LNH | 727 | 183              | 423              | 606              | 311              | 23               | 5  | 5                    | 10                   | 23                   |                      |                      |